# Групові вимірювальні устаткування на свердловинах
Групові вимірювальні устаткування на свердловинах (англ. satellite measuring group unit; нім. Gruppenmessenanlagen f pl) — устаткування для автоматичного вимірювання дебіту групи свердловин і кожної свердловини зокрема в умовах однотрубної системи збирання нафти і газу, для контролю за роботою окремої свердловини, за наявністю подавання рідини, а також для автоматичного, або за командою з диспетчерського пункту, блокування свердловин або устаткування в цілому під час виникання аварійних ситуацій.
Групові вимірювальні устаткування поділяються: за методами вимірювання дебіту рідини — об'ємні, вагові, масові; за режимом вимірювання — з почерговим або одночасним підключенням свердловин (групи свердловин); за кількістю вимірюваних параметрів — однопараметрові (дебіт рідини), двопараметрові (дебіт нафти і води або дебіт нафти і газу), трипараметрові (з контролем продуктивності по нафті, газу та воді).